# (8371) Goven
(8371) Goven est un astéroïde de la ceinture principale.

## Description
(8371) Goven est un astéroïde de la ceinture principale. Il fut découvert par l'astronome américain Charles P. de Saint-Aignan le 2 octobre 1991 à l'observatoire Palomar. Il présente une orbite caractérisée par un demi-grand axe de 2,71 UA, une excentricité de 0,058 et une inclinaison de 3,89° par rapport à l'écliptique.
Il fut nommé en hommage au village de Goven en Bretagne qui est le lieu de résidence de la famille Bernardini, qui fut une famille hôte extraordinaire pour le découvreur durant son année de séjour. Jean-Paul Bernardini servit dans la marine française en tant que navigant dans les années 1960, pratiquant fréquemment l'art déclinant de la navigation céleste.

## Compléments